# 정신연령
정신연령은 지능과 관련된 개념이다. 특정 나이의 특정 개인이 개인의 실제 나이의 평균적인 지적 능력과 비교하여 어떻게 지적으로 수행하는지를 살펴본다. 지적 능력은 심리학자에 의해 수행되는 테스트와 평가에 기반하여 측정된다.